# أهكيني (شبح)
أهكيني (بالإنجليزية: Ahkiyyini)‏ في فولكلور الإسكيمو هو شبح هيكل عظمي يطلقون عليه اسم أهكيني. عندما كان حيا كان يرقص دائما. وعندما مات صار شبح هيكله العظمي يرقص رقصة الجيك فيهز الأرض ويقلب القوارب في النهر. وهو يؤلف موسيقاه الخاصة، مستخدما عظم ذراعه كمقرعة طبل ومشط كتفه كطبل.